# Alectoris barbara
La pernice sarda (Alectoris barbara Bonnaterre, 1792) è un uccello della famiglia dei Phasianidae.

## Sistematica
La pernice sarda ha 6 sottospecie:
- A. barbara barbara
- A. barbara koenigi
- A. barbara spatzi
- A. barbara duprezi
- A. barbara theresae
- A. barbara barbata

## Aspetti morfologici
La pernice sarda, somigliante nelle forme e nella colorazione generale alla coturnice e alla pernice rossa, si riconosce per il diverso disegno del collarino. Presenta dimensioni medie, corporatura massiccia, ali e coda corte ed arrotondate, becco robusto e leggermente arcuato verso il basso. Il maschio è provvisto di uno sperone nei tarsi che spesso si riscontra, in forma abbozzata, anche nelle femmine. Gli adulti sono riconoscibili per le zampe e il becco rosso, la gola grigia con un collare castano e una macchia biancastra, vertice castano con una striscia fulva sopra l'occhio. Piume scapolari blu lavagna orlate di rosso. Le guance, il collo, il mento sono grigi. Il colore della parte superiore è bruno-ruggine e fianchi con larghe bande bianche e nere, grigie-castane. Lunga 32–34 cm, può raggiungere, nei maschi adulti, il peso di 450-500 gr. I sessi sono simili.

## Distribuzione e habitat
È una specie stanziale diffusa con quattro sottospecie in Nordafrica e in Europa meridionale, dove è stata introdotta con successo a Gibilterra, oltre che nelle isole Canarie (Sb.  Alectoris barbara koenigi).  In Italia nidifica esclusivamente in Sardegna e nelle isole satelliti con una popolazione di 3000-10.000 coppie.  La pernice sarda si nutre prevalentemente di cariossidi di grano, oltreché di sostanze vegetali (granaglie e semi vari) in primavera/estate, semi e bacche di lentisco in inverno, integrando il tutto con insetti, larve e lumache che ricerca sul terreno. Nelle prime fasi della vita ha una dieta carnivora costituita essenzialmente da piccoli invertebrati (vermi, lumache e insetti). Particolarmente appetiti sono l'Inula viscosa, i cardi selvatici e alcune piccole crassulente, ricche di acqua. Di abitudini gregarie in autunno-inverno, emette richiami distintivi, alcuni dei quali ricordano quelli di un gallo domestico.Si sposta generalmente pedinando sul terreno e solo se costretta spicca il caratteristico volo. Sospettosa, se in pericolo corre, di pedina, velocemente al riparo. Negli ultimi anni si è vista la presenza di volate nelle periferie dei centri abitati, dovuta al cambiamento generale delle campagne che con l'abbandono dell'uomo si sono rivestite di cespugliati erbosi e macchia mediterranea.
Alcuni autori ritengono che la specie abbia colonizzato la Sardegna nel tardo Miocene, altri che sia stata introdotta dall'uomo al tempo dei Romani.

## Riproduzione

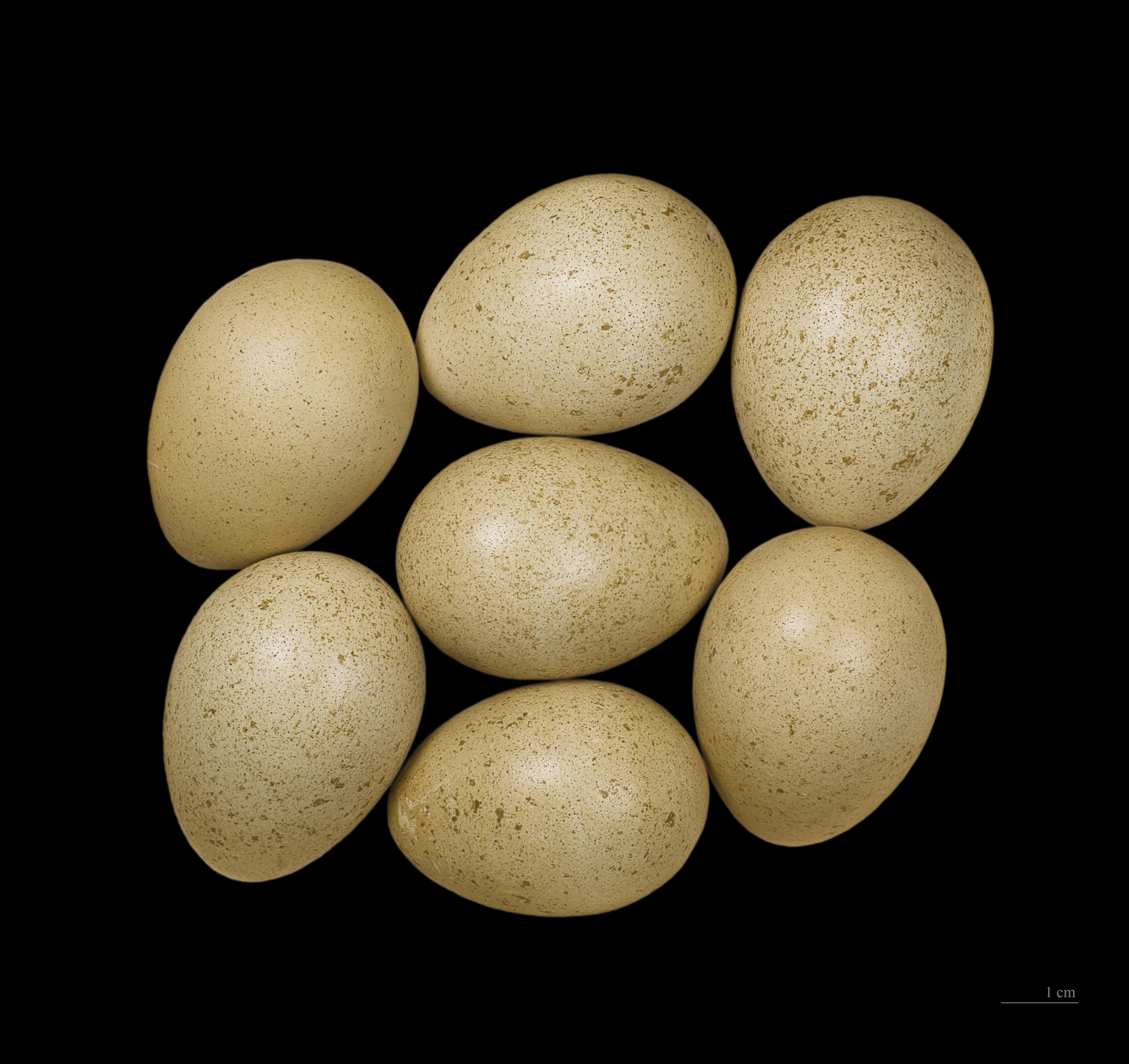
Uova di Alectoris barbara

Nidifica in ambienti aperti secchi con cespugli e alberi sparsi, prediligendo quelli a macchia mediterranea bassa e discontinua su versanti pietrosi accidentati; localmente in steppe cespugliate, pascoli, seminativi e coltivazioni legnose, dal livello del mare fino a circa 1800 metri di quota.
Raggiunge la maturità sessuale dal primo anno di età e si riproduce già dalla primavera successiva alla nascita. È una specie monogama. La coppia si compone già a fine dicembre e, tra marzo e maggio, depone di solito dalle dieci alle quattordici uova color crema finemente macchiettate di bruno-rossastro; non vengono deposte in un vero e proprio nido, ma in depressioni del terreno foderate da foglie secche, da erbe e da scarsissimo piumino, alla cui incubazione provvede la femmina per circa venticinque giorni. I piccoli compiono i primi voli a tra i sette ed i dieci giorni di vita. Di solito viene deposta una covata annua; talvolta, a causa della stagione piovosa (temporali primaverili) o della predazione (volpi e cinghiali), viene ripetuta la covata verso giugno. Infatti, non è raro trovare qualche volata con la covata estiva composta da tre o quattro pulcini.

## Status e conservazione
Convenzione di Berna (legge 503/1981, allegato III); Dir. CEE 79/409 All. I. 
In diminuzione negli anni scorsi a causa delle trasformazioni ambientali e dell'uso di pesticidi. Nell'ultimo decennio si è stabilizzata, attualmente è messa in pericolo dalla continua e massiccia presenza dei cinghiali e delle volpi che distruggono la nidiata in cerca delle uova, non ultimo mangiando i pulcini appena nati.

## Nomi regionali
Perdiga, predisgi, perdighe, pranizza, perdija, parricia , perdixi, pranizi, peldija, pudda 'e matta, peldixi.